# Płyta długogrająca

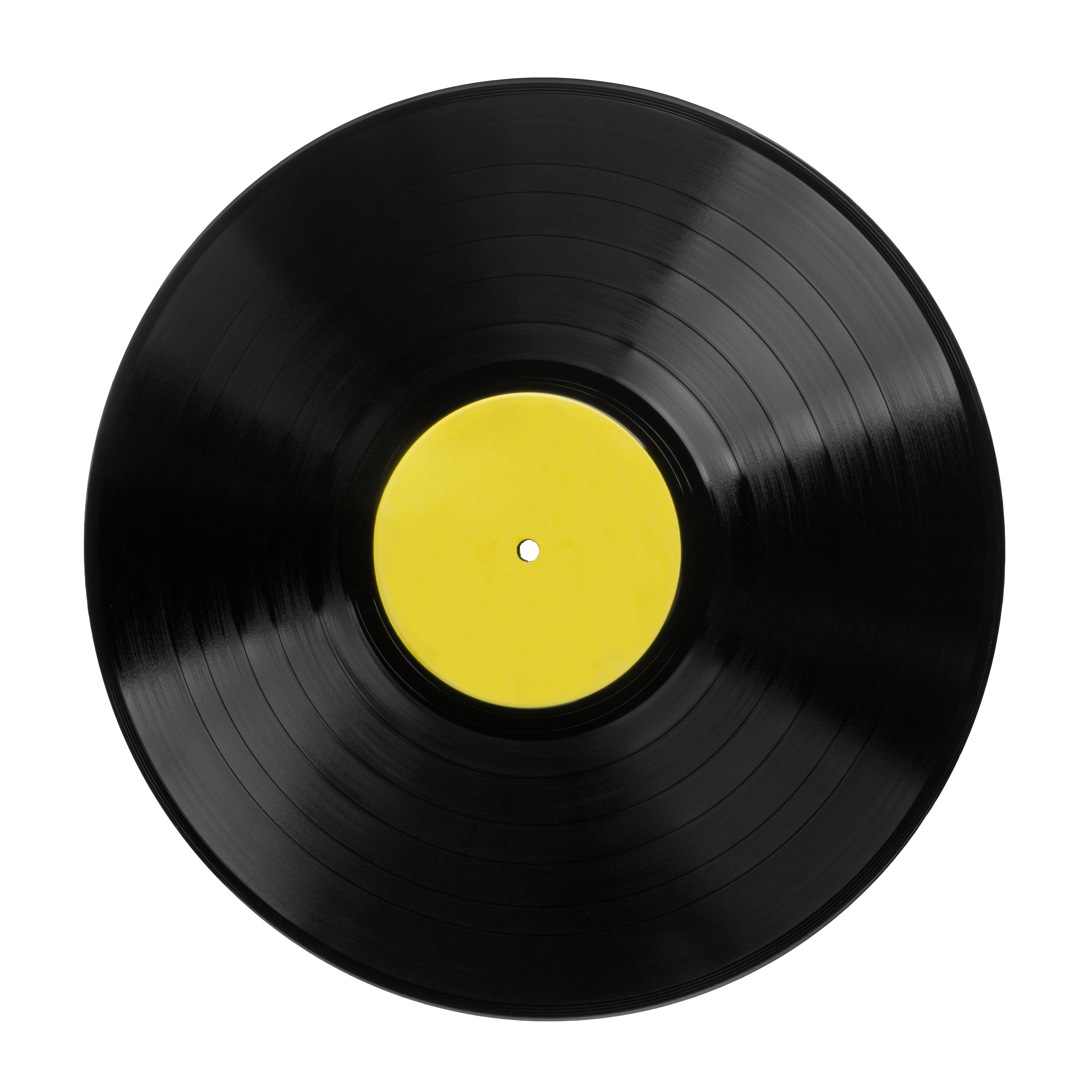
Płyta długogrająca

Płyta długogrająca, LP (od longplay) – dwustronna analogowa płyta gramofonowa w formie zwykle czarnego krążka (edycje limitowane mogą mieć różne kolory, często nawiązujące np. do okładki albumu lub być w postaci Picture disc), umożliwiająca nagranie do ok. 25–30 min na każdej stronie. Płyta długogrająca ma średnicę 12 cali (30 cm), prędkość obrotową 33⅓ obrotów na minutę, a jej maksymalny czas nagrania wynosi około 30 minut na stronę.
Pierwsza płyta długogrająca trafiła do prasy w CBS Laboratories 27 lutego 1946 roku. Rozwiązanie problemów między innymi z masteringiem dla wewnętrznych rowków i preparatów winylowych zajęły dwa lata. Początkowe płyty, wydane na Boże Narodzenie 1948 roku, były cichsze i zawierały dokładny i dynamiczny zakres, który znacznie poprawił się w porównaniu do poprzedników o prędkości obrotowej 78 obrotów na minutę.
W latach 2008–2016 sprzedaż płyt długogrających wzrosła. W 2012 roku sprzedaż płyt długogrających w Wielkiej Brytanii wyniosła 2,8 miliona egzemplarzy.